# Tinissa dohertyi
Tinissa dohertyi is een vlinder uit de familie van de echte motten (Tineidae). De wetenschappelijke naam van de soort is voor het eerst geldig gepubliceerd in 1976 door G.S. Robinson. De soort werd ontdekt op het eiland Ambon in de Molukken en is genoemd naar de ontdekker ervan, Doherty.